# ヴァイシュヴィルガス

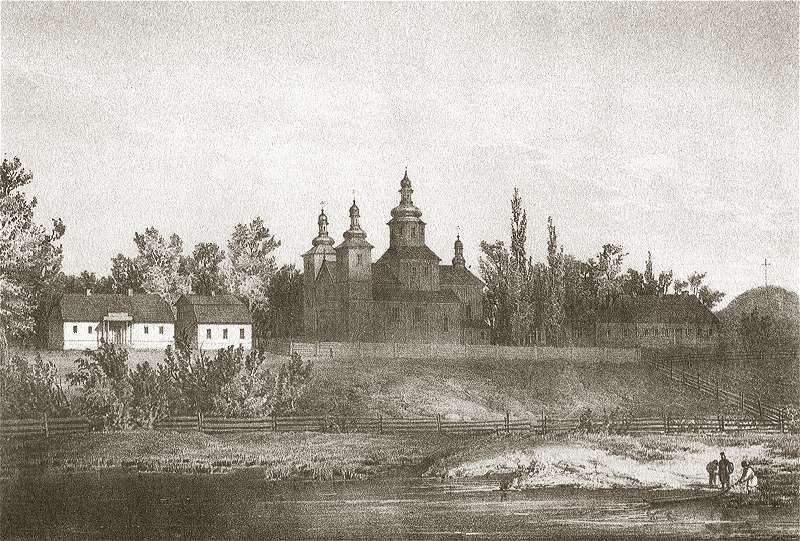
ヴァイシュヴィルカスによって創立されたとされる修道院(:en:Napoleon Ordaによる)。

ヴァイシュヴィルカス（リトアニア語: Vaišvilkas、ないしVojszalak、Vojšalk、Vaišalgasと綴る、ベラルーシ語: Войшалк、ロシア語: Войшелк、ポーランド語: Wojsiełk; 1268年12月9日に殺害）は、リトアニア大公（在位：1264年 - 1267年）。最初で最後のリトアニア国王であったミンダウガスの息子である。

## 概要
ヴァイシュヴィルカスの若い頃は知られておらず、歴史上の資料では1254年にハールィチ・ヴォルィーニ大公ダヌィーロ・ロマーノヴィチとの条約で父ミンダウガスと並んで名前が出たのが唯一である。条約ではハールィチ・ヴォルィーニ大公国がナヴァフルダクを中心とする黒ルーシをリトアニアに譲渡することになっていた。条約を強固なものとするためにダヌィーロの息子であるシュヴァルナスはヴァイシュヴィルカスの姉妹と結婚した。ヴァイシュヴィルカスは上記の土地の公として任命された。ヴァイシュヴィルカスは正教会で洗礼機密を受けた後には宗教的な生活に関心を寄せたことから自らの称号と土地をダヌィーロの息子であるロマンに譲った。 修道院（伝統的にネマン川沿いのラヴラシェヴ修道院と同一視されている）を築いてそこの修道士となった。ギリシャのアトス山への巡礼にも出たが、バルカン半島での紛争が収まらなかったことからナヴァフルダクに戻っている。
ヴァイシュヴィルカスは1264年のトレニオタとダウマンタスによる父及び2人の兄弟に対する暗殺の陰謀から逃れた。トレニオタはかつてのミンダウガスの臣下によって殺害された。ヴァイシュヴィルカス自身は義兄弟であるシュヴァルナスと同盟を結ぶことで黒ルーシとリトアニアの支配を維持した。当時両人はミンダウガスおよび自分達への反抗の中心であったナリシアとデルトゥヴァに対する戦争を行っている。ナリシア公ダウマンタスはプスコフへ逃れ、別の影響力のあるナリシア公はリヴォニアに逃れた。リトアニア大公となったヴァイシュヴィルカスはキリスト教徒としてドイツ騎士団及びリヴォニア騎士団とは友好関係を持った。リヴォニア騎士団とはダウガヴァ川での商業に関する条約を結んでいる。リトアニアはプロイセンにおける大反乱への支援を止め、騎士団は邪魔されることなくセミガリアとクロニアへの戦いを有利に進めることが出来た。シュヴァルナスとヴァイシュヴィルカスの連合軍は1265年にポーランドを攻撃することで1264年のヤトヴャグ荒廃の報復を行った 。 
ヴァイシュヴィルカスは1267年に修道院生活に戻ることを決めてリトアニア大公の称号をシュヴァルナスに譲渡している。翌年にヴァイシュヴィルカスはシュヴァルナスの兄弟で自身に権力を分け与えてくれなかったことに憤怒していたレーヴ・ダヌィーロヴィチによって殺害され、ヴォロディームィル＝ヴォルィーンシキー近くの教会に埋葬されたと推測される。

## 名前
大公としての本来の名前は言語学者や歴史家を困惑させた。その再現は、Woyszwiłkを基盤におくVaišvilkasとVojšalkに基盤をおくVaišelgaの2つの信頼しうる異形という結果となった。Vaišvilkasという名前はカジミェラス・ブーガによって最初に再現された。現に、名前のvaiš-における2つの語幹の最初の部分は議論を起こさず、多くの名前と同様に証明された。しかしながら、"オオカミ"を意味する第二の部分である-vilkasはリトアニア人の名前には存在しないという大変稀な物である。ここに、初期の名前の形は恐らくはVaišvilasであったという仮説が導き出される。-alg及び-elgの部分の起源が全く明らかになっていないにも拘らず、 Vaišelga/Vaišalga の変体は歴史上の文書で次第に人気を獲得していった。遂には何人かの歴史家はヴァイシュヴィルカスには2つの名前があり、Vaišvilasはその一つであるという主張さえ出した。